# 馬丁星衫魚
馬丁星衫魚（学名：Astronesthes martensii）为輻鰭魚綱巨口鱼目巨口鱼科的其中一種。分布于印度西太平洋區，包括紅海、南非、澳洲及印尼海域，為深海魚類，棲息深度0-2091公尺，本鱼身體有銀色的側邊；在尾柄上有黑色斑點，背鰭軟條10-13枚；臀鰭軟條17-21枚，體長可達14公分。

## 扩展阅读
維基物種上的相關：馬丁星衫魚